# Championnats du monde de gymnastique artistique 1903
Navigation
Bordeaux 1905
Le 1er championnat du monde de gymnastique artistique a eu lieu à Anvers en Belgique.

## Pays participants
- France
- Belgique
- Luxembourg
- Pays-Bas

## Résultats

### Concours général individuel
| Rang | Gymnaste          | Total   |
| ---- | ----------------- | ------- |
| 1.   | Josef Martinez    | 122.000 |
| 2.   | Georges Wierincky | 121.500 |
| 2..  | Joseph Lux        | 121.500 |

### Concours général par équipes
| Rang | Équipe | Total   |
| ---- | --- | ------- |
| 1.   | France Allégre, Joseph Bollet, Georges Charmoille, Daube, Georges Dejaeghere, Jules Lecoutre, Joseph Lux, Joseph Martinez, Pierre Payssé                | 990.000 |
| 2.   | Belgique Jan Calson, Eugene Dua, Charles Lannie, Paul Mangin, Auguste van Ackere, Albert van de Roye, Charles van Hulle                                 | 981.000 |
| 3.   | Luxembourg Andre Bordang, Antoine Bordang, Paul Fournelle, François Hentges, Albert Kayser, Theodore Kimmes, Nicolas Kummer, Jean Lacaff, Martin Müller | 909.000 |

### Barre fixe
| Rang | Gymnaste          | Total  |
| ---- | ----------------- | ------ |
| 1.   | Josef Martinez    | 20.500 |
| 2.   | Charles van Hulle | 20.000 |
| 2.   | Jules Lecoutre    | 20.000 |
| 2.   | Pierre Payssé     | 20.000 |

### Barres
| Rang | Gymnaste         | Total  |
| ---- | ---------------- | ------ |
| 1.   | Josef Martinez   | 20.000 |
| 1.   | François Hentges | 20.000 |
| 3.   | Eugène Dua       | 19.500 |
| 3.   | Bordang          | 19.500 |

### Cheval d'arçons
| Rang | Gymnaste         | Total  |
| ---- | ---------------- | ------ |
| 1.   | Georges Dejagere | 18.000 |
| 1.   | Joseph Lux       | 18.000 |
| 1.   | Henricus Thyssen | 18.000 |

### Anneaux
| Rang | Gymnaste           | Total  |
| ---- | ------------------ | ------ |
| 1.   | Josef Martinez     | 20.000 |
| 2.   | François Walravens | 19.000 |
| 2.   | Joseph Lux         | 19.000 |

## Tableau des médailles
| Rang | Nation     | Or | Argent | Bronze | Total |
| ---- | ---------- | -- | ------ | ------ | ----- |
| 1.   | France     | 7  | 4      | -      | 11    |
| 2.   | Luxembourg | 1  | -      | 2      | 3     |
| 3.   | Pays-Bas   | 1  | -      | -      | 1     |
| 4.   | Belgique   | -  | 4      | 1      | 5     |